# Stipa wurdackii
Stipa wurdackii là một loài thực vật có hoa trong họ Hòa thảo. Loài này được Tovar miêu tả khoa học đầu tiên năm 1981.